# Jonas Johansson (ishockeymålvakt)
Jonas Johansson, född 19 september 1995, är en svensk professionell ishockeymålvakt som är under kontrakt med Tampa Bay Lightning i National Hockey League (NHL). Johansson draftades av Buffalo Sabres i tredje rundan som 61:a spelare vid NHL Entry Draft 2014. Förutom Sabres har han spelat för Colorado Avalanche och Florida Panthers i NHL och för Brynäs IF i SHL.